# Galdo degli Alburni
Galdo degli Alburni is een plaats (frazione) in de Italiaanse gemeente Sicignano degli Alburni.